# مقاطعة خمين
مقاطعة خمين (بالفارسية: شهرستان خمین) هي إحدى مقاطعات محافظة مركزي في إيران. كان عدد سكان المقاطعة سنة 2006 حوالي 108,840 نسمة.